# Governo Richelieu (1624-1642)
Il Governo Richelieu è stato il quinto esecutivo del Regno di Francia, in carica dal 12 agosto 1624 al 4 dicembre 1642. Si formò a seguito della nomina del Cardinale Armand-Jean du Plessis de Richelieu a Primo ministro da parte di re Luigi XIII. Il governo perseguì una politica interna volta a placare i conflitti interni del paese, con l'Assedio di La Rochelle del 1627 che portò alla riconquista della città ribelle, sostenuta dal governo inglese. In politica estera il cardinale fece intervenire la Francia nella Guerra dei trent'anni (1628), che terminò soltanto otto anni dopo la morte di Richelieu e rese la Francia una grande potenza internazionale, capace di competere con l'Austria per il predominio sull'Europa continentale. Sotto Richelieu la Francia crebbe enormemente dal punto di vista economico, pur perdendo moltissime vite umane per via della guerra. Il cardinale morì il 4 dicembre 1642 e il Re lo sostituì con un altro prelato, il Cardinale Giulio Mazzarino, fedele collaboratore di Richelieu.

## Composizione
| Presidenza                                                         | Presidenza | Presidenza                               | Presidenza                                | Presidenza | Presidenza |
| Segretariato                                                       | Titolare   | Titolare                                 | Titolare                                  | Partito    |            |
| ------------------------------------------------------------------ | ---------- | ---------------------------------------- | ----------------------------------------- | ---------- | ---------- |
| Principale Ministro di Stato                                       |            | Armand-Jean du Plessis de Richelieu      |                                           |            |            |
| Ministri di Stato                                                  |            |                                          |                                           |            |            |
| Segretariato                                                       | Titolare   | Titolare                                 | Titolare                                  | Partito    |            |
| Ministro di Stato per le province interne                          |            | Antoine de Loménie                       | fino al 17 gennaio 1638                   |            |            |
| Ministro di Stato per le province interne                          |            | Henri-Auguste de Loménie                 | dal 17 gennaio 1638                       |            |            |
| Ministro di Stato per le province di confine                       |            | Charles Le Beauclerc                     | fino all'11 dicembre 1630                 |            |            |
| Ministro di Stato per le province di confine                       |            | Abel Servien                             | dall'11 dicembre 1630 al 12 febbraio 1636 |            |            |
| Ministro di Stato per le province di confine                       |            | François Sublet de Noyers                | dal 12 febbraio 1636                      |            |            |
| Ministro di Stato per le colonie                                   |            | Henri-Auguste de Loménie                 |                                           |            |            |
| Ministri                                                           |            |                                          |                                           |            |            |
| Segretariato                                                       | Titolare   | Titolare                                 | Titolare                                  | Partito    |            |
| Cancelliere Guardasigilli                                          |            | Étienne d'Aligre                         | fino al 31 maggio 1626                    |            |            |
| Cancelliere Guardasigilli                                          |            | Michel de Marillac                       | dal 31 maggio 1626 al 12 novembre 1630    |            |            |
| Cancelliere Guardasigilli                                          |            | Charles de l'Aubespine                   | dal 12 novembre 1630 al 25 febbraio 1633  |            |            |
| Cancelliere Guardasigilli                                          |            | Pierre Séguier                           | dal 25 febbraio 1633                      |            |            |
| Segretario di stato per gli affari esteri                          |            | Raymond Phélypeaux de La Vrillière       | fino al 2 maggio 1629                     |            |            |
| Segretario di stato per gli affari esteri                          |            | Claude Bouthillier                       | dal 2 maggio 1629 al 18 marzo 1632        |            |            |
| Segretario di stato per gli affari esteri                          |            | Léon Bouthillier                         | dal 18 marzo 1632                         |            |            |
| Segretario di stato per la guerra                                  |            | Charles Le Beauclerc                     | fino all'11 dicembre 1630                 |            |            |
| Segretario di stato per la guerra                                  |            | Abel Servien                             | dall'11 dicembre 1630 al 12 febbraio 1636 |            |            |
| Segretario di stato per la guerra                                  |            | François Sublet de Noyers                | dal 12 febbraio 1636                      |            |            |
| Segretario di stato per la marina                                  |            | Henri-Auguste de Loménie                 |                                           |            |            |
| Sovrintendente alle finanze Presidente del Consiglio delle Finanze |            | Jean Bochart e Michel de Marillac        | fino al 9 giugno 1626                     |            |            |
| Sovrintendente alle finanze Presidente del Consiglio delle Finanze |            | Antoine Coiffier de Ruzé                 | dal 9 giugno 1626 al 27 luglio 1632       |            |            |
| Sovrintendente alle finanze Presidente del Consiglio delle Finanze |            | Claude de Bullion, Claude Bouthillier    | dal 27 luglio 1632 al 22 dicembre 1640    |            |            |
| Sovrintendente alle finanze Presidente del Consiglio delle Finanze |            | Claude Bouthillier                       | fino al 22 dicembre 1640                  |            |            |
| Ministri senza portafoglio                                         |            |                                          |                                           |            |            |
| Segretariato                                                       | Titolare   | Titolare                                 | Titolare                                  | Partito    |            |
| Segretario di stato della Maison du Roi                            |            | Antoine de Loménie                       | fino al 17 gennaio 1638                   |            |            |
| Segretario di stato della Maison du Roi                            |            | Henri-Auguste de Loménie                 | dal 17 gennaio 1638                       |            |            |
| Segretario di stato per gli affari della Religione Riformata       |            | Raymond Phélypeaux de la Vrillière       | fino al 2 maggio 1629                     |            |            |
| Segretario di stato per gli affari della Religione Riformata       |            | Louis Raymond Phélypeaux de La Vrillière | dal 2 maggio 1629                         |            |            |